# 위부토신
위부토신(영어: wybutosine, yW)은 생화학에서 단백질 합성 동안 코돈과 안티코돈 사이의 상호작용을 안정화시키는 페닐알라닌 tRNA의 심하게 변형된 뉴클레오사이드이다. tRNA 변형의 결함이 질병을 일으킬 수 있기 때문에 건강을 유지하기 위해서는 단백질의 정확한 합성을 보장하는 것이 필수적이다. 진핵생물에서 위부토신은 페닐알라닌 tRNA의 안티코돈의 37, 3'에 인접한 위치에서만 발견된다. 위부토신은 단백질 합성 과정 동안 코돈-안티코돈 염기쌍의 안정화를 통해 정확한 번역을 가능하게 한다.

## 같이 보기
- 5-메틸유리딘
- 5-메틸사이티딘